# Franz de Paula Triesnecker
Franz de Paula Triesnecker (2 de abril de 1745 — Viena, 29 de janeiro de 1817) foi um astrônomo jesuíta austríaco.

## Obras
- 1787: Dissertatio Lalandi de novo Planeta latine reddita
Bericht Lalandes über den neuen Planeten (Urano 1781), ins Lateinische übersetzt
- 1788: Tabulae Mercurii juxta Mayeri Göttingensis Elementa
Tafeln des Mercúrio nach den Elementen Mayers in Göttingen
- 1789: Tabulae Martis novae ex propriis Elementis constructae
Neue Tafeln des Mars, aus den eigenen Elementen berechnet
- 1790: Novae Veneris Tabulae ex propriis Elementis constructae
Neue Tafeln der Venus, aus den eigenen Elementen berechnet
- 1791: Methodus figuram telluris ex Eclipsibus Solis deducendi
Eine Methode, die Gestalt der Erde aus Sonnenfinsternissen abzuleiten
- 1792: De proprio Motu Stellarum fixarum in Rectascensionem et Declinationem
Über die Eigenbewegung der Fixsterne in Rektaszension und Deklination
- 1793: Tabulae solares novae ex observationibus deductae et ad Meridianum Parisiensem constructae
Neue Sonnentafeln, aus der Beobachtung hergeleitet und für den Pariser Meridian berechnet
- 1793: De Diminutione Obliquitatis eclipticae saeculari Commentarius
Bemerkung über die fortschreitende Verringerung der Schiefe der Ekliptik
- 1794: De Massa Veneris
Über die Masse der Venus
- 1795: De usu Aberrationis luminis in tectione Stellarum fixarum per Lunam
Über die Berücksichtigung der Aberration des Lichts bei der Bedeckung der Fixsterne durch den Mond
- 1796: Diameter apparens solis, lunae et planetarum cum micrometro objectivo observatus
Der scheinbare Durchmesser der Sonne, des Mondes und der Planeten mit dem Objektivmikrometer beobachtet
- 1797: Differentiae Satellitum Jovis ope micrometri objectivi Dolandini observatae
Abstände der Monde des Jupiters, beobachtet mit Hilfe des Objektivmikrometers von Dollond
- 1798: Catalogus fixarum Caillianus novis observationibus restauratus
Lacailles Katalog der Fixsterne, durch neue Beobachtungen verbessert
- 1799: Longitudines Geographicae variorum locorum e Solis Eclipsibus et fixarum deductae
Geographische Längen verschiedener Orte, durch Sonnenfinsternisse und Bedeckungen von Fixsternen bestimmt
- 1800: Item Longitudines geographicae
Weitere geographische Längen
- 1801: Longitudines geographicae variorum tum Europae tum Americae locorum
Geographische Längen von verschiedenen Orten in Europa und Amerika
- 1802: Determinationes Longitudinis geographicae diversorum locorum ex Eclipsibus solis et occultationibus fixarum per lunam deductae
Bestimmung der geographischen Längen verschiedener Orte, wie sie aus Sonnenfinsternissen und Bedeckungen von Fixsternen durch den Mond abzuleiten sind
- 1803: Defensio valoris Tabularum suarum lunarium ex plurium pluribus in locis institutis observationibus
Verteidigung der Zuverlässigkeit seiner Mondtafeln aus vielen in zahlreichen Orten durchgeführten Beobachtungen
- 1804: Longitudines et latudines fixarum ad annum 1800 cum praecessione
Längen und Breiten der Fixsterne für das Jahr 1800 mit Präzession
- 1804: De Stella duplici, quae media in cauda ursae majoris
Über den Doppelstern, der mitten im Schweif des großen Bären liegt
- 1805: Novae Martis Tabulae cum perturbationibus
Neue Tafeln des Mars mit Berücksichtigung der Störungen
- 1805: Elevatio Poli Vindobonensis Liesganigiana vindicata
Über die von Liesganig festgestellte Polhöhe von Wien
- 1805: Elevatio Poli Vindobonensis ope Sextantis Anglicani 10 pollicum explorata
Über die Polhöhe von Wien, untersucht mit Hilfe eines zehnzölligen englischen Sextanten
- 1806: Novae Mercuri Tabulae
Neue Tafeln des Merkur
- 1806: Longitudines locorum geographicae ex occultationibus fixarum Solisque Eclipsibus
Geographische Ortslängen, bestimmt durch Sternbedeckungen und Sonnenfinsternisse
- 1806: Longitudines geographicae littorum, quae Cookius decursu circumvectionis maritimae adiit, ex observationibus astronomicis stabilitae
Die geographischen Längen der Küsten, die James Cook im Verlaufe der Meeresumsegelung anlief, aus den astronomischen Beobachtungen sicher bestimmt